# Famille Gagne de Perrigny
Pour les articles homonymes, voir Perrigny et Gagne.
 (juillet 2024).
Si vous disposez d'ouvrages ou d'articles de référence ou si vous connaissez des sites web de qualité traitant du thème abordé ici, merci de compléter l'article en donnant les références utiles à sa vérifiabilité et en les liant à la section « Notes et références ».
La famille Gagne de Perrigny est une famille noble de Bourgogne qui a compté plusieurs magistrats et notables dijonnais (XVIe – XVIIIe siècle). Cette famille, branche aînée de la famille Gaigne d'Ornée, a possédé plusieurs seigneuries dans la région dijonnaise, dont Perrigny-lès-Dijon, ainsi que dans la Bresse louhannaise.

## Des Gaigne aux Gagne de Perrigny

### L'origine des Gagne
Il semble que l'origine de cette famille bourguignonne, issue des Gaigne d'Ornée, soit autunoise. Au début du XVIe siècle, Barthélemy Gaigne, seigneur d'Ornée et de Porcheresse, est ainsi procureur du roi à Autun. Ses armoiries sont : "d'azur, au chevron d'or, accompagné de trois molettes d'éperon colletées d'or, celle de la pointe soutenue d'un croissant d'argent". La devise est : "In Me Fel Nullum". Il est ensuite procureur général au Parlement de Bourgogne, à Dijon (1516). Réprimandé sur sa façon de servir en 1523, il doit faire amende honorable. Son fils, également appelé Barthélemy Gaigne, est aussi procureur général à ce parlement (1545). Il devient conseiller en 1551 et lègue en 1576 cet office à son fils, Jean Gaigne (?-1615). Ce dernier soutient les intérêts du roi Henri IV, au contraire de la branche cadette de la famille, celle de son frère André, maître des comptes (1579). En 1594, lors de la « trahison » de Jacques Laverne, maire de Dijon, Jean Gaigne est enfermé dans une tour de la ville, sa tête ayant été mise à prix par le parti du duc de Mayenne. Il ne la sauve qu'en payant la somme de 500 écus. On le fait évader secrètement et, escorté de trente cavaliers, il rejoint sa compagnie restée fidèle à Semur. Le 7 janvier 1597, au lendemain de la lutte, il rompt définitivement avec l'autre branche de la famille. Il adopte alors le nom de "Gagne", en remplacement de "Gaigne", et supprime dans ses armoiries le chevron et le croissant. Plus tard, le blason sera porté par deux licornes au naturel et la devise deviendra : "Recalcitrantem Cogo".

### L'installation à Perrigny (XVIIesiècle)
Au XVIIe siècle, son fils, Nicolas Gagne (1580-?), épouse Claude Joly, fille d'Antoine Joly, baron de Blaisy et greffier en chef au parlement dijonnais (1612). Il devient ensuite trésorier général de la généralité de Bourgogne. Enrichi, il achète en 1650 Perrigny, une petite seigneurie proche de Dijon où il s'installe. Son fils, Antoine-Bernard Gagne (1623-1686), conseiller depuis 1645, hérite de ce domaine. En 1675, celui-ci est président à mortier au Parlement de Dijon, ville dans laquelle il se fait construire un hôtel particulier. En 1676, Antoine-Bernard acquiert également un autre domaine : le château du Sauvement (à Ciry-le-Noble). Par la suite, d'autres domaines bourguignons entreront, souvent par mariage ou héritage, dans cette famille : Pouilly-sur-Saône, Pagny-la-Ville, Simard, ... Elle commence alors à être distinguée par l'appellation "Gagne de Perrigny", du nom de la seigneurie d'origine. Antoine (1645-1711), fils aîné et aussi conseiller au parlement (1674), reçoit lors de son mariage, en 1677, la promesse d'obtenir Perrigny. Il hérite de son père en 1686. Son frère, Jean-Baptiste, donnera naissance à la branche des Gagne, seigneurs de Pouilly. Quant à leur sœur, elle épouse Benoit-Bernard Bouhier, marquis de Beaumanoir (Lantenay) et président du Grand Conseil (1642-1682).

### Des notables bourguignons (XVIIIesiècle)
Au XVIIIe siècle, la famille Gagne continue de donner des conseillers au parlement de Bourgogne : Philibert-Bernard Gagne de Perrigny, fils d'Antoine et petit-fils d'Antoine-Bernard ; François-Aimé-J. (en 1712) ; Jean-Baptiste, alors appelé "Gagne de Pouilly" (de 1737 à 1775). Philibert-Bernard Gagne (1689-1759) marque grandement cette famille, de par sa longévité mais surtout, en raison de son influence parmi la société des magistrats dijonnais. Seigneur de Perrigny en 1711, conseiller du roi, il devient président à mortier au Parlement de Bourgogne à seulement 25 ans, le 27 mai 1715. Par son mariage avec Jeanne-Marie de Thésut, fille de Jean de Thésut, sieur de Ragy, il s'établit aussi en Bresse. Il gagne surtout en influence grâce à ce beau-père, intendant du gouverneur de Bourgogne et ayant ses accès à Versailles. Au milieu du siècle, au faîte de sa puissance, ce notable entreprend une série de travaux dans ses domaines de la plaine dijonnaise. À son décès, son fils Antoine-Jean lui succède (1759). Celui-ci récupère aussi le comté de Saulon de sa tante Claude-Marie qui avait épousé le seigneur local, Pierre-Bernard Legrand, et en conservait l'usufruit étant veuve (1766). Il hérite aussi de nombreux domaines en Bresse au décès de sa mère (1773) ainsi qu'à la disparition de sa grand-tante, Madame de Chamillard (1774). À la tête de tous ces domaines (Perrigny, Saulon, Pouilly, Simard, etc), lui aussi connait les honneurs : maître des requêtes à Paris, il est gouverneur de Louhans en 1766, comte de Perrigny en 1768 puis est reçu aux États de Bourgogne en 1769. Après 1774, Antoine-Jean Gagne est aussi comte de Louhans et marquis de Bantanges.

## Les seigneuries bourguignonnes

### Perrigny, Sauvement, Pouilly

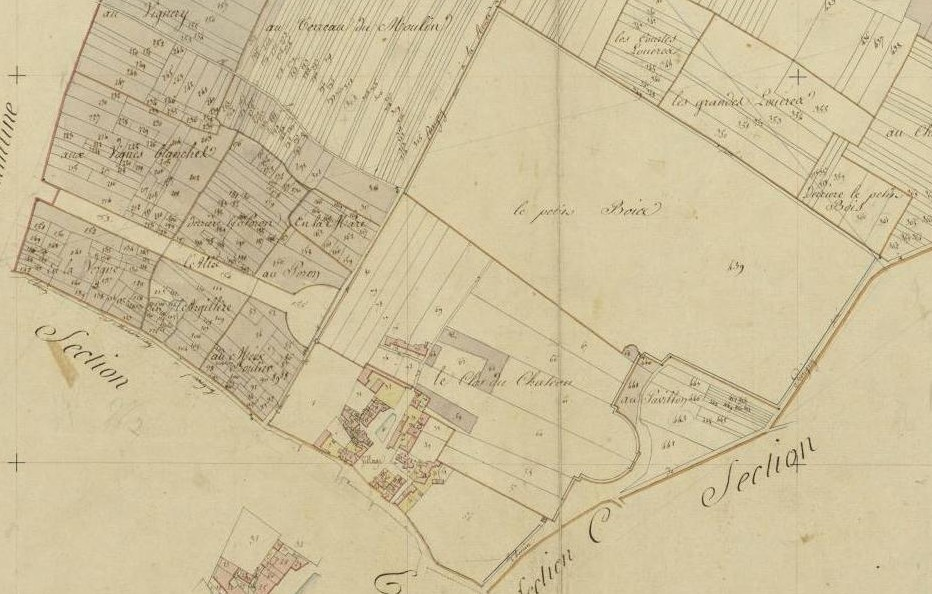
Traces du château de Perrigny (démoli) sur le plan cadastral de 1812

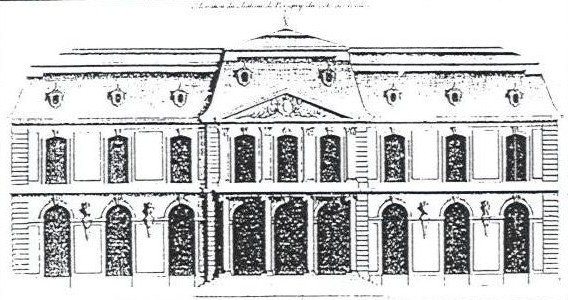
Projet de reconstruction du château de Perrigny établi par Claude Desgots (XVIIIe siècle)

La seigneurie de Perrigny-lès-Dijon, avec le hameau de Domois, est achetée par Nicolas Gagne le 12 août 1650, pour 30 000 livres, à Louis de Pernes, un colonel d'infanterie élu aux États généraux de Bourgogne qui s'est lourdement endetté. Ce petit fief, ancienne propriété de Nicolas Rolin puis de son fils Guillaume Rolin de Beauchamp, porte alors un vieux château médiéval reconstruit du temps de l'illustre chancelier (milieu du XVe siècle). Son fils, Antoine-Bernard Gagne, outre son hôtel particulier dijonnais bien plus confortable, acquiert aussi le château du Sauvement en 1676. Le domaine patrinien passe ensuite à Antoine Gagne, son fils (1686). Philibert-Bernard Gagne de Perrigny hérite à son tour du fief en 1711.
En ce début de XVIIIe siècle, Philibert-Bernard Gagne décide d'aménager ses domaines et de reconstruire les châteaux dans un style moderne. Pour le château de Pouilly, des plans sont commandés à l'architecte Jean-Antoine Caristie. À Perrigny, un projet est confié à l'architecte Claude Desgots : il prévoit la démolition de l'édifice médiéval pour le remplacer par une construction d'allure classique (avant 1727). Le parc adjacent est redessiné et planté d'essences rares et des allées ombragées sont tracées dans le petit bois environnant ainsi que sur les chemins d'accès au domaine. En 1768, Perrigny, avec Domois et la rente de la Sansfond, est érigé en comté au profit d'Antoine-Jean Gagne, nouveau propriétaire depuis 1759.

### Saulon

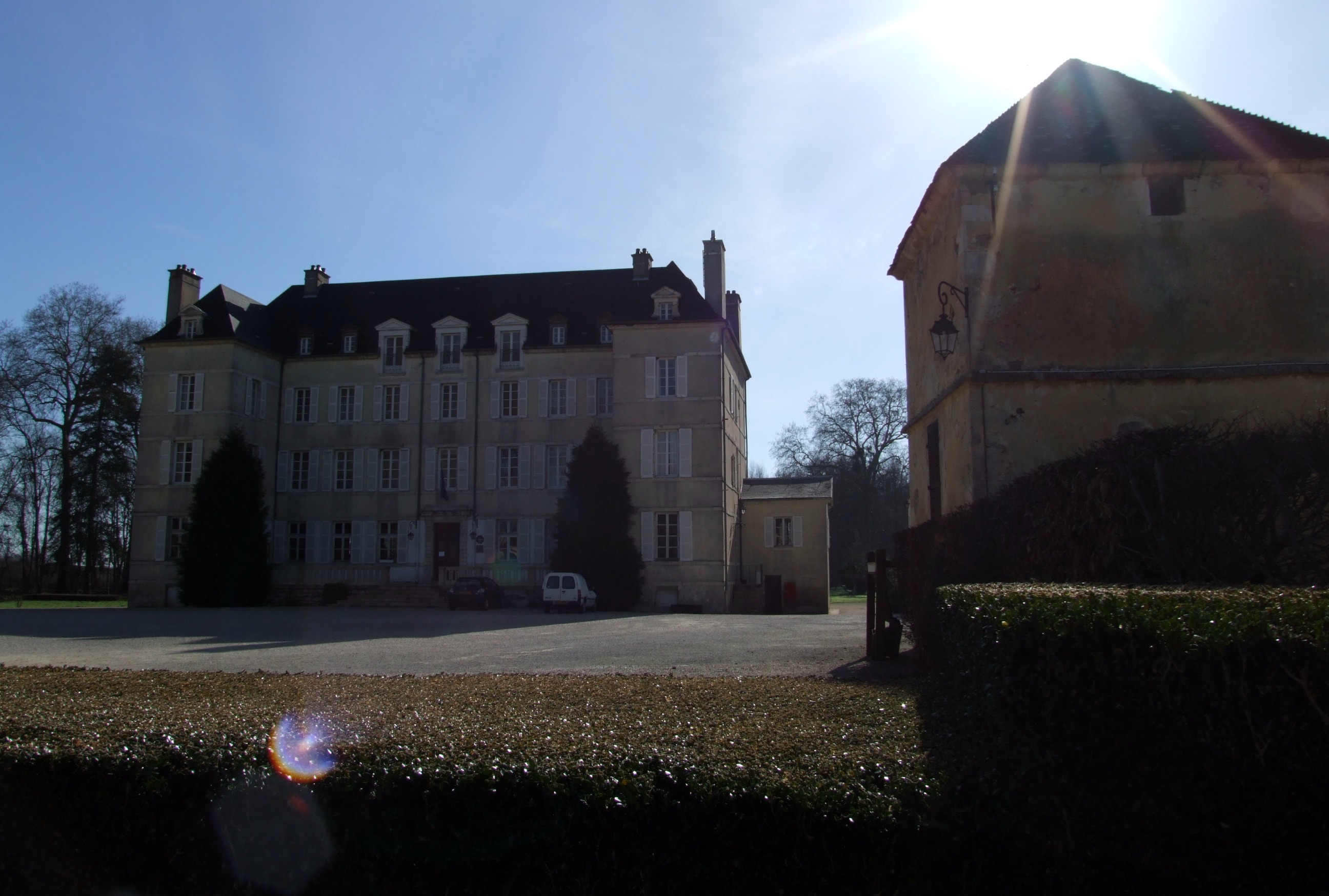
Château de Saulon (XVIIe siècle)

Grâce à un mariage avec Pierre-François-Bernard Legrand, dernier seigneur local au milieu du XVIIIe siècle, la famille Gagne de Perrigny domine aussi Saulon, comté depuis 1657. Rapidement veuve (vers 1715), Claude-Marie Gagne hérite en 1727 de son propre fils, Alexandre (lui-même héritier de son frère aîné Antoine en 1722). Elle conserve alors l'usufruit du domaine jusqu'à sa cession à Antoine-Jean Gagne de Perrigny en 1766, deux ans avant sa propre mort. Plusieurs écarts sont rattachés à ce comté : le vieux manoir de Layer, le hameau de Fénay, une partie de Chevigny (l'autre appartenant à la Sainte-Chapelle de Dijon), Barges, l'étang de Sathenay, Noiron-lès-Cîteaux (aujourd'hui, Noiron-sous-Gevrey) et même une tour à Is-sur-Tille. Le château de Saulon date du XVIIe siècle. Confortable, il est parfois préféré aux différents chantiers en cours, d'autant plus que l'hôtel dijonnais a été vendu vers 1740 au Trésorier des États de Bourgogne, Marc-Antoine Chartraire de Montigny. Après 1768, Antoine-Jean Gagne réunit ses deux comtés, Perrigny et Saulon, pour constituer un seul ensemble.

### Les domaines bressans
En 1728, par reprise de fief, Philibert-Bernard Gagne devient seigneur de Simard, de Bessandrey et de Quain, dans la Bresse louhannaise. Ces domaines appartenaient depuis le milieu du XVIIe siècle à la famille de Thésut, sa belle-famille ; Philibert-Bernard Gagne avait en effet épousé Jeanne-Marie de Thésut en 1713. Cette dernière, veuve en 1759, consacre son temps et des moyens à cette région. Elle comble de bienfaits l'église de Simard et fonde un lit pour un pauvre de ce village à l'hôpital de Louhans (1764). Au décès de sa mère, le 2 août 1773, Antoine-Jean Gagne hérite des domaines. Par ailleurs, peu avant sa mort en 1759, Philibert-Bernard Gagne hérite également de Saint-Bonnet-en-Bresse, une seigneurie qui appartenait aux Gonthier, famille de sa grand-mère.
Élisabeth-Marie Guyet (1656-1709), femme d'Antoine Gagne et mère de Philibert-Bernard, avait un frère, François Guyet. Conseiller d'État, maître des requêtes ordinaires puis intendant des Finances à Lyon, celui-ci est possessioné en Bresse : baron de Saint-Germain-du-Plain et d'Ouroux, marquis de Bantanges (1696), baron (1711) puis comte (1724) de Louhans. Il devient même gouverneur de cette ville en 1722. À sa mort, sa fille unique, Philiberte-Thérèse Guyet, dite Madame de Chamillard, hérite de ces domaines. Au milieu du XVIIIe siècle, elle accroît encore son patrimoine par plusieurs acquisitions : châtellenie royale de Sagy, seigneuries de Charangeroux, Rupt et La Vicheresse à Saint-Usuge, Simandre et La Vanoise ainsi que la seigneurie de Saint-Étienne-en-Bresse (en 1759). Au décès de Madame de Chamillard (1774), son neveu, Antoine-Jean Gagne, gouverneur de Louhans depuis 1766 et possessioné dans la région au décès de sa mère l'année précédente, reçoit l'ensemble de ces terres bressanes.

## Une famille parmi la haute société dijonnaise

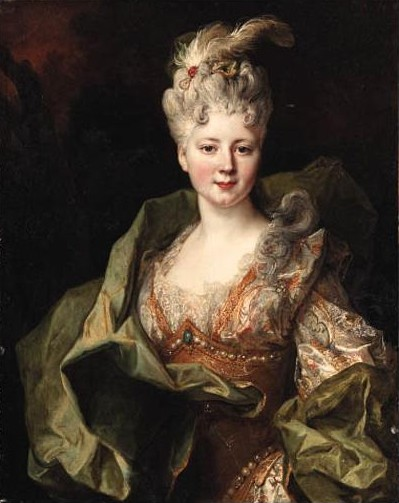
Jeanne (?) Gagne de Perrigny (peint vers 1715-1720 par N. de Largillierre (1656-1746)

### La noblesse de robe et le clergé
Par ses fonctions de conseillers ou de présidents à mortier, la famille Gagne de Perrigny s'impose parmi la noblesse de robe dijonnaise. Philibert-Bernard Gagne fréquente ainsi le salon littéraire de madame Des Vieux. Mais cette famille défend surtout les intérêts des parlementaires face aux officiers des États de Bourgogne. En 1744, quand Jacques de Varenne, secrétaire en chef des États, plaide pour la présidente Fyot de La Marche, il s'attire les foudres de Philibert-Bernard Gagne. Celui-ci déclare : « Une femme colère peut tout dire, un impudent tout écrire ; on rit de l'une, on méprise l'autre : tous deux sont sans conséquence. », C'est que ces magistrats sont opposés à une perte de leurs pouvoirs et autres prérogatives face au pouvoir administratif. Le chancelier d'Aguesseau doit finalement intervenir pour calmer les protagonistes. Leur noblesse est réaffirmée par les titres de leurs domaines : le comté de Saulon entre dans la famille par mariage et, en 1768, c'est le vieux domaine de Perrigny qui est érigé en comté. Cette famille obtient également des charges : Antoine-Jean est gouverneur de Louhans le 20 décembre 1766.
Les Gagne de Perrigny sont aussi représentés dans le clergé. Claudine Gagne de Perrigny (1723-1809), fille de Philibert-Bernard Gagne et sœur d'Antoine-Jean, est abbesse de Notre-Dame de Tart. Quant à l'abbaye des Génovéfains de Châtillon, elle est remaniée en 1739 par son avant-dernier abbé commendataire, Aimé-Claude-François Gagne de Perrigny, un ancien chanoine de Saint-Étienne de Dijon. Celui-ci est aussi abbé de Livry et chanoine de Notre-Dame de Paris, ville où il décédera. En outre, il représente le clergé parmi les Élus des États de Bourgogne, de 1727 à 1730, puis encore de 1736 à 1739. Aimé-Claude-François Gagne de Perrigny utilise son influence pour faire imprimer à Dijon la "Relation de la fête donnée par les Élus de Bourgogne au sujet de la naissance de Monseigneur le Dauphin".

### Les stratégies matrimoniales
Les mariages permettent aussi à cette famille de maintenir son rang parmi la société des magistrats dijonnais. Philibert-Bernard (1689-1759), par son heureux mariage avec Jeanne-Marie de Thésut (1693-1773), accroît son influence et son domaine, notamment dans la Bresse louhannaise (Simard). Sa tante, Jeanne-Claude-Marie Gagne de Perrigny (1648-1724), épouse Benoit Bernard Bouhier (1642-1682), marquis de Beaumanoir ; elle est la mère du notable dijonnais Bouhier de Lantenay (1672-1746), président au Parlement de Dijon. Le comté de Saulon entre dans le patrimoine familial par le mariage de sa sœur, Claude-Marie Gagne (?-1768), avec Pierre-François-Bernard Legrand, également président au parlement dijonnais. Quant à sa fille, Marguerite-Philiberte Gagne de Perrigny (1722-1811), elle s'unit le 17 juillet 1742 à un conseiller du Parlement de Bourgogne promis à un grand avenir parlementaire, Bénigne Le Gouz de Saint-Seine (1719-1800). De même, la fille de ce couple, Jeanne-Marie Le Gouz de Saint-Seine (1747-1778), est choisie en 1766 pour être la seconde épouse du président Charles de Brosses, célébrité d'alors. D'ailleurs, son oncle, Antoine-Jean, fils de Philibert-Bernard Gagne, avait déjà offert quelques années auparavant le marbre antique découvert sur le chantier du château de Perrigny pour participer à la réalisation du mausolée de la première femme du président de Brosses, morte en 1761. De son côté, entre 1773 et 1774, Antoine-Jean hérite par deux fois de vastes domaines situés en Bresse louhannaise : il bénéficie ainsi des unions matrimoniales de son père et de son grand-père avec les familles de Thésut et Guyet-Chamillard.

### Le déclin à la fin duXVIIIesiècle
Pourtant, il semble que cette famille connaisse un certain revers de fortune ou, tout au moins, un relatif déclin à la fin du XVIIIe siècle. L'hôtel particulier dijonnais doit être vendu en 1740 au Trésorier des États de Bourgogne, Marc-Antoine Chartraire de Montigny. L'aménagement du château de Perrigny n'est pas complètement achevé comme le prévoyait le projet initial du Claude Desgots. En 1768, la banalité du four est revendue aux habitants du village de Perrigny,. Le "Petit Bois" aménagé environnant ce domaine doit lui aussi être vendu : il est rendu à l'agriculture dans les années 1770. Par ailleurs, les unions matrimoniales ont aussi des conséquences fâcheuses. Le château du Sauvement, apporté en dot par Jeanne-Claude-Bernardine Gagne de Perrigny (?-1773), sort définitivement de la famille en 1766. Il échoit à son mari, Louis-Barnabé de Beaudéan (1714-1791), comte de Parabère.
La descendance mâle des Gagne de Perrigny pose également problème. Le deuxième fils de Philibert-Bernard, Abraham-Michel Gagne de Perrigny, meurt à Fribourg en 1745. Le dernier seigneur de Perrigny et Saulon, le comte Antoine-Jean, tente pourtant de réaffirmer un peu ses prérogatives, dont le droit de haute-justice, en dressant le terrier de Perrigny (1779). Mais à l'inverse, à Louhans, il renonce provisoirement à certains droits de péage sur les bourgeois (1778). Le 13 juin 1783, il décède à Paris, lui aussi sans postérité mâle (sa fille, Françoise-Bernardine, a un enfant qui décède en 1760). Les deux domaines des environs dijonnais, avec toutes leurs dépendances, passent à la famille de Clermont-Tonnerre, en la personne du jeune marquis de Montoison, Anne-Charles de Clermont (1773-1855). Celui-ci est en effet l'arrière-petit-fils, du côté maternel, de Jean de Thésut, le beau-père de Philibert-Bernard Gagne. Le dernier représentant de la famille est alors Jean-Baptiste Gagne de Perrigny, baron de Pouilly. En 1789, il lègue ses domaines (Pouilly, Simard...), ses titres et son nom à son parent, Bénigne-Alexandre-Barthélemy Le Gouz de Saint-Seine (1763-1828), petit-fils de Bernard-Philibert et dernier comte de Louhans.

## Héraldique
D'azur au chevron d'or accompagné de trois molettes du même, celle de la pointe soutenue d'un croissant d'argent.

D'azur à trois molettes d'éperon colletées d'or.